# Roland Németh
Roland Németh (Hungría, 19 de septiembre de 1974) es un atleta húngaro retirado especializado en la prueba de 100 m, en la que ha conseguido ser medallista de bronce europeo en 2002.

## Carrera deportiva
En el Campeonato Europeo de Atletismo de 2002 ganó la medalla de bronce en los 100 metros, con un tiempo de 10.27 segundos, llegando a meta tras el portugués Francis Obikwelu (oro con 10.08 s) y el británico Darren Campbell (plata con 10.15 segundos).